# Kaspische Oblast
De Kaspische Oblast (Russisch: Каспийская область, Kaspijskaja oblast) was een oblast van het keizerrijk Rusland. De oblast bestond van 1840 tot 1846. De oblast ontstond uit de tijdens de Kaukasusoorlog op de Dagestanen veroverde gebieden. Het gebied werd door een oekaze op 10 april 1840 door tsaar Nicolaas I van Rusland tot oblast gemaakt. Op 14 december 1846 ging de Kaspische Oblast op in het gouvernement Sjemacha en het gouvernement Derbent. De oblast was vernoemd naar de Kaspische Zee die ten oosten van de oblast lag. De hoofdstad van de oblast was Sjemacha.